# ZN-2
Pour les articles homonymes, voir Zn2.
Le ZN-2 est un système d'arcade destiné aux salles d'arcade, créé par la société japonaise Sony. Sa commercialisation a débuté durant l'année 1997.

## Description

Le logo du système Taito G-Net.

Le ZN-2 est un système d'arcade JAMMA conçu sur un hardware déjà existant, la première version de la console de Sony, fort de son succès (même en arcade), la PlayStation.  L'avantage d'utiliser du matériel déjà développé est plus facile, moins coûteux, et nécessite moins de temps de développement… Dès le succès et l'avènement de la PlayStation, divers éditeurs de jeux d'arcade vont l'utiliser. Le ZN-2 nait après l'exploitation et le succès du ZN-1.
Le ZN-2 utilise une carte mère quasiment identique à celle du ZN-1, la différence réside dans l'augmentation de la fréquence du processeur principal et de la quantité de la Ram. Il est, tout comme le ZN-1, particulier dans le sens où il fonctionne suivant le couple carte mère et carte fille.
La carte mère ZN-2 est standard et commune aux deux systèmes et entreprises l'ayant utilisée. Elle est produite, fabriquée, fournie par et estampillée Sony.
Le système ZN est particulier, la carte mère est standard, et c'est le Bios et la carte fille supportant le jeu qui diffèrent suivant les constructeurs. Plusieurs constructeurs vont utiliser comme base, le même matériel chacun de leur côté. Plusieurs fabricants ont utilisé ce hardware en y ajoutant chacun leurs particularités, On trouve donc le système ZN-2 de Sony sous deux noms et chez différents constructeurs alors que la base est identique,.
On peut trouver deux systèmes portant des noms différents, basés sur le ZN-2 :
- Zn-2 chez Capcom[5]
- Taito G-Net chez Taito[6]

Les différences entre la console PlayStation est la version arcade reste les mêmes que pour le ZN-1. Le CD a été abandonné, même si le principe d'installer le jeu et le système sur deux supports différents a été conservé. Les jeux prennent la forme de pcb qui sont interchangeables pour un même système, ce qui rend le ZN-2 modulable, c'est ainsi très facile de changer de jeu, alors que pour les systèmes Namco également basés sur la Playstation, c'est impossible.
Taito décide de rendre son système très modulable et facile d'emploi. Il enferme donc les pcb des cartes filles dans un boitier plastique rendant un air de cartouche pour consoles aux cartes G-Net. Tous les jeux peuvent se brancher sur la même carte mère.
Les cartes mères et les cartes filles sont montées en fixes sur le ZN-2 de Capcom (même s'il est possible de les démonter pour les interchanger).
Le ZN-2 est quasiment identique à la version salon et au ZN-1. Il possède le processeur central de la PlayStation. Pour le système fabriqué par Capcom, le cpu audio de la PlayStation n'est pas utilisé, c'est un Zilog Z80 additionné à un chip Capcom Q-Sound qui le replace. 
Le G-Net, est composé de plusieurs cartes de circuits imprimés, dont 3 principale : La carte mère Sony ZN-2, une carte son appelée Taito FC et une carte interface appelée Taito CD. Il est possible de trouver en option sur certaine carte, la capacité de mémoriser la configuration et les High scores. Le G-Net connaitra plusieurs révisions avec quelques différences.
Le design plutôt "carré" de certains personnages ou décors, vraiment particuliers et représentatifs du ZN-1, vont s'adoucir pour donner plus de rondeur aux personnages et au design.

## Spécifications techniques

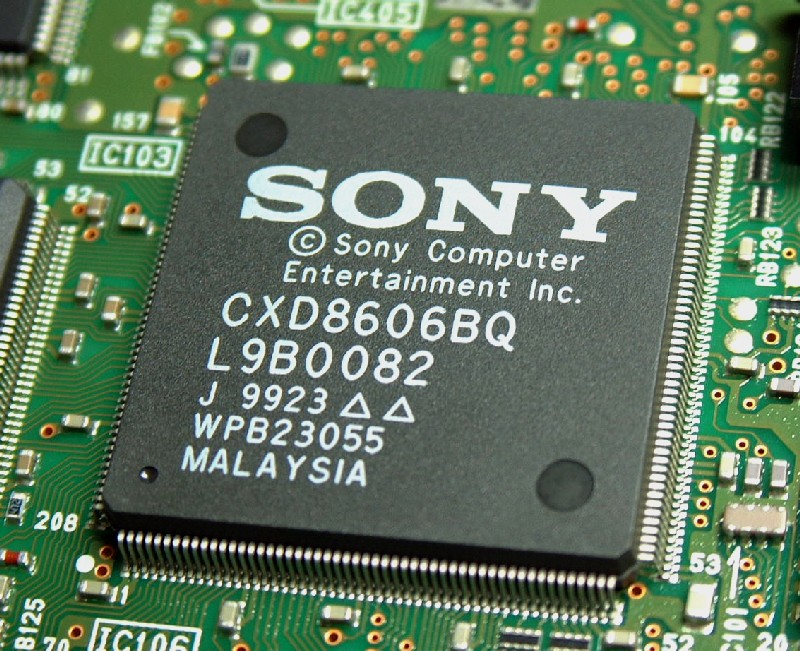
Le processeur central de la PlayStation

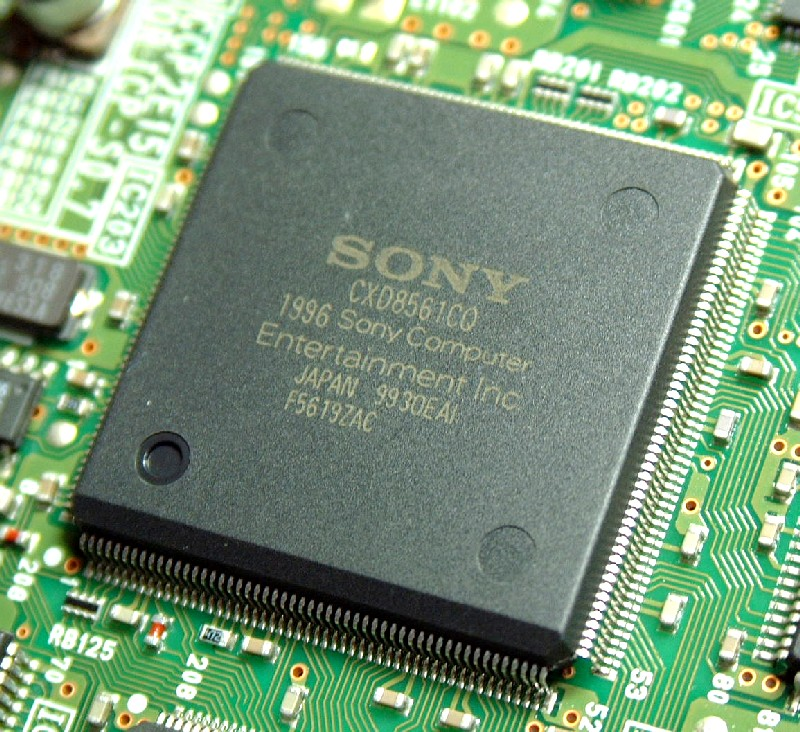
Le processeur vidéo de la PlayStation

### Processeur central
- MIPS R3000A 32bits (RISC) cadencé à 100 MHz
  - Cache d'instruction : 4 kB
  - OS de 512 ko
  - BUS : 132 MB/s

### Vidéo
- Résolution et couleurs : 256 x 224 et 740 x 480
- + de 16 millions de couleurs
- Capacités graphiques : 360 000 polygones par seconde
  - émulation de fonds et de sprites simultanés
  - Ombrage plat ou de Gouraud
  - texture-mapping.
  - 4000 sprites de 8 x 8 avec scaling et rotation individuelle
  - Tous les effets mode7 gérés en hard
- Décodeur MPEG intégré

## Audio
- ZN-2 :
  - CPU audio :  Zilog Z80 (Modèle Kabuki chiffré) cadencé à 4 MHz
  - Puce : Capcom QSound
  - Capacités audio :
    - RAM Audio : 512Ko
    - Stéréo
- G-Net :
  - CPU audio : Panasonic MN1020012A
  - DSP audio : ZOOM ZSG-2 DSP, TMS57002 DSP
  - Capacités audio : Stéréo

## Liste des jeux
| Titre                               | Développeur                    | Éditeur       | Système     | Genre | Date |
| ----------------------------------- | ------------------------------ | ------------- | ----------- | ----- | ---- |
| Chaos Heat                          | Taito                          | Sony / Taito  | Taito G-Net |       | 1998 |
| Flip Maze                           | Taito / Moss                   | Sony / Taito  | Taito G-Net |       | 1999 |
| Go By RC                            | Taito                          | Sony / Taito  | Taito G-Net |       | 1999 |
| Kollon                              | Taito                          | Sony / Taito  | Taito G-Net |       | 2003 |
| Mahjong Oh                          | Warashi / Mahjong Kobo / Taito | Sony / Taito  | Taito G-Net |       | 1999 |
| Night Raid                          | Takumi                         | Sony / Taito  | Taito G-Net |       | 2001 |
| Otenami Haiken                      | Success                        | Sony / Taito  | Taito G-Net |       | 1999 |
| Otenki Kororin                      | Takumi                         | Sony / Taito  | Taito G-Net |       | 2001 |
| Plasma Sword: Nightmare of Bilstein | Capcom                         | Sony / Capcom | ZN-2        |       | 1998 |
| Psyvariar -Medium Unit-             | Success                        | Sony / Taito  | Taito G-Net |       | 2000 |
| Psyvariar -Revision-                | Success                        | Sony / Taito  | Taito G-Net |       | 2000 |
| RayCrisis                           | Taito                          | Sony / Taito  | Taito G-Net |       | 1998 |
| Rival Schools: United by Fate       | Capcom                         | Sony / Capcom | ZN-2        |       | 1997 |
| Shanghai Sangokuhai Tougi           | Warashi / Sunsoft / Taito      | Sony / Taito  | Taito G-Net |       | 2002 |
| Shanghai Shoryu Sairin              | Warashi                        | Sony / Taito  | Taito G-Net |       | 2000 |
| Shikigami no Shiro                  | Taito / Alfa System            | Sony / Taito  | Taito G-Net |       | 2001 |
| Soutenryu                           | Warashi                        | Sony / Taito  | Taito G-Net |       | 2000 |
| Space Invaders Anniversary          | Taito                          | Sony / Taito  | Taito G-Net |       | 2003 |
| Street Fighter EX 2                 | Arika                          | Sony / Capcom | ZN-2        |       | 1998 |
| Street Fighter EX 2 Plus            | Arika                          | Sony / Capcom | ZN-2        |       | 1999 |
| Strider 2                           | Capcom                         | Sony / Capcom | ZN-2        |       | 1999 |
| Super Puzzle Bobble                 | Taito                          | Sony / Taito  | Taito G-Net |       | 1999 |
| Tech Romancer                       | Capcom                         | Sony / Capcom | ZN-2        |       | 1998 |
| Tetris : The Grand Master           | Arika                          | Sony / Capcom | ZN-2        |       | 1998 |
| Turn It Around / Mawasunda          | Taito                          | Taito         | Taito G-Net |       | 1998 |
| Usagi                               | Warashi / Mahjong Kobo / Taito | Sony / Taito  | Taito G-Net |       | 2001 |
| XII Stag                            | Triangle Service               | Sony / Taito  | Taito G-Net |       | 2002 |
| Zoku Otenamihaiken                  | Success                        | Sony / Taito  | Taito G-Net |       | 2000 |
| Zooo                                | Success                        | Sony / Taito  | Taito G-Net |       | 2004 |